# Mammoth Mountain

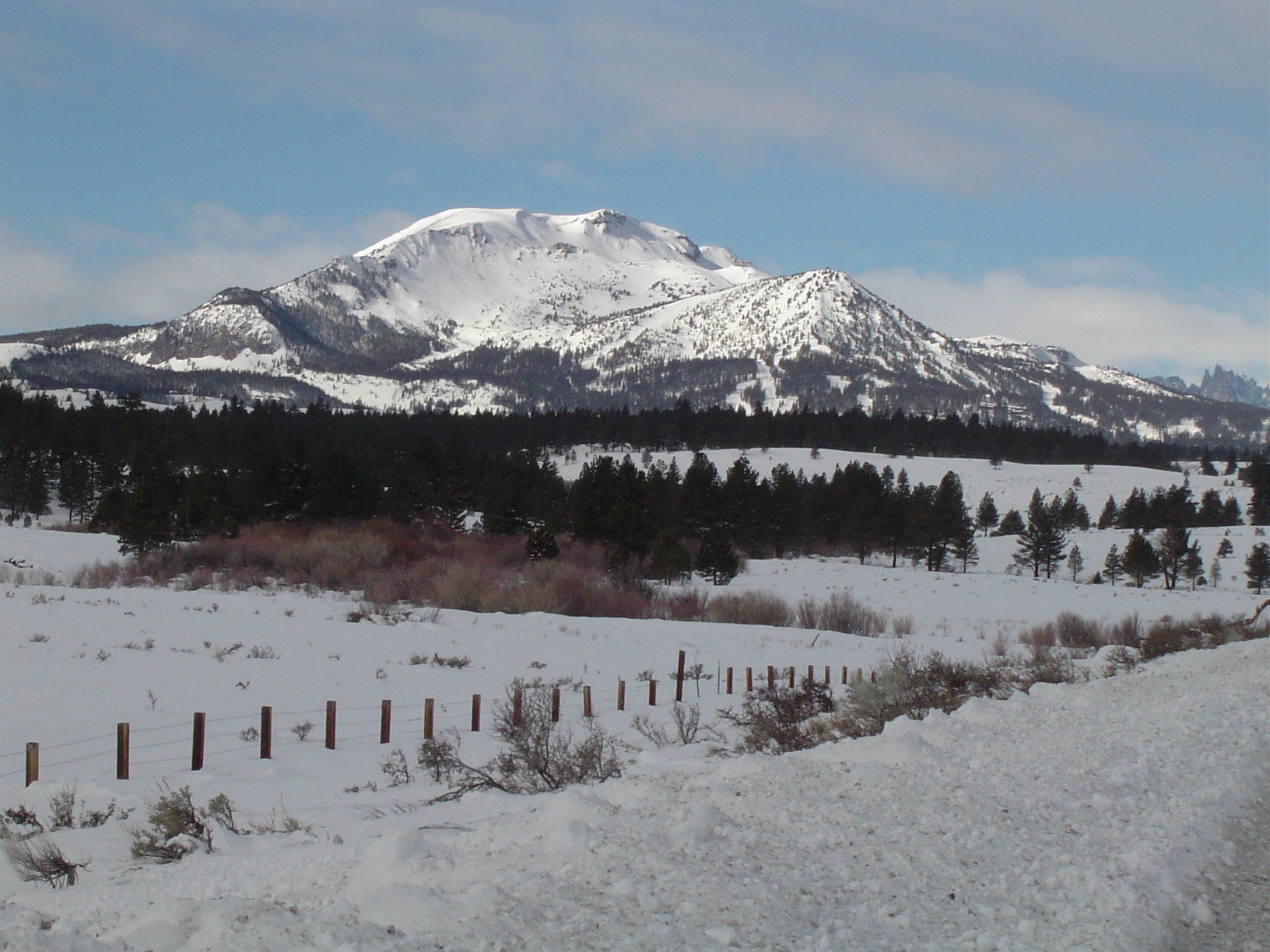
Dieses Vulkangebiet gab dem Skigebiet den Namen

Mammoth Mountain ist ein Vulkankomplex unweit von Mammoth Lakes im östlichen Kalifornien in den USA. Gleichzeitig ist es die Bezeichnung für das umfangreiche Skigebiet Mammoth Mountain Ski Area.

## Lage
Es liegt auf der Ostseite des Sierra-Nevada-Gebirgszuges im Inyo National Forest. Das Skigebiet befindet sich auf der Nordseite von Mammoth Mountain. Es ist inmitten der vulkanischen Long Valley Caldera.

## Beschreibung

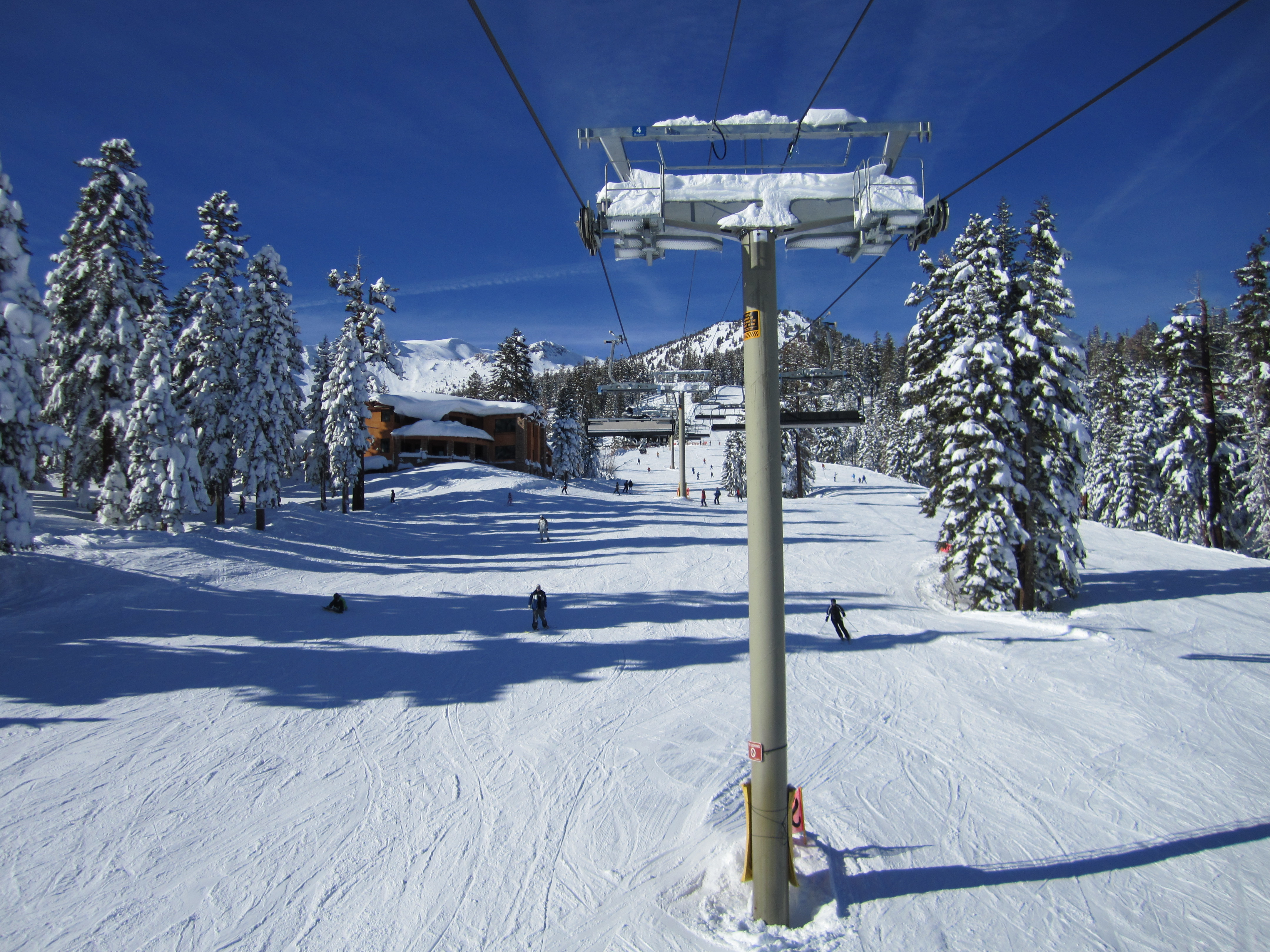
Mammoth Mountain Eagle Express

Übernachtungsgäste bleiben normalerweise in der Stadt von Mammoth Lakes und gelegentlich auch in benachbarten Städten wie Bishop. Der Gipfel des Berges bietet Abfahrten und offene Buckelpisten.  Es gibt acht Skigebietparks.  Die 4 Hauptskihütten bieten Essen, Skipässe und Skiausrüstung. Es gibt zwei weitere Restaurants auf dem Berg.  Mammoth Mountain offeriert als einziger Ferienort in Nordamerika drei unterschiedlich große Halfpipes. Die Skisaison um Mammoth Mountain dauert im Durchschnitt von November bis Juni. Die Schneehöhe beträgt im Durchschnitt 10 Meter, der Rekord war eine Höhe von 16,8 Meter.

## Geschichte

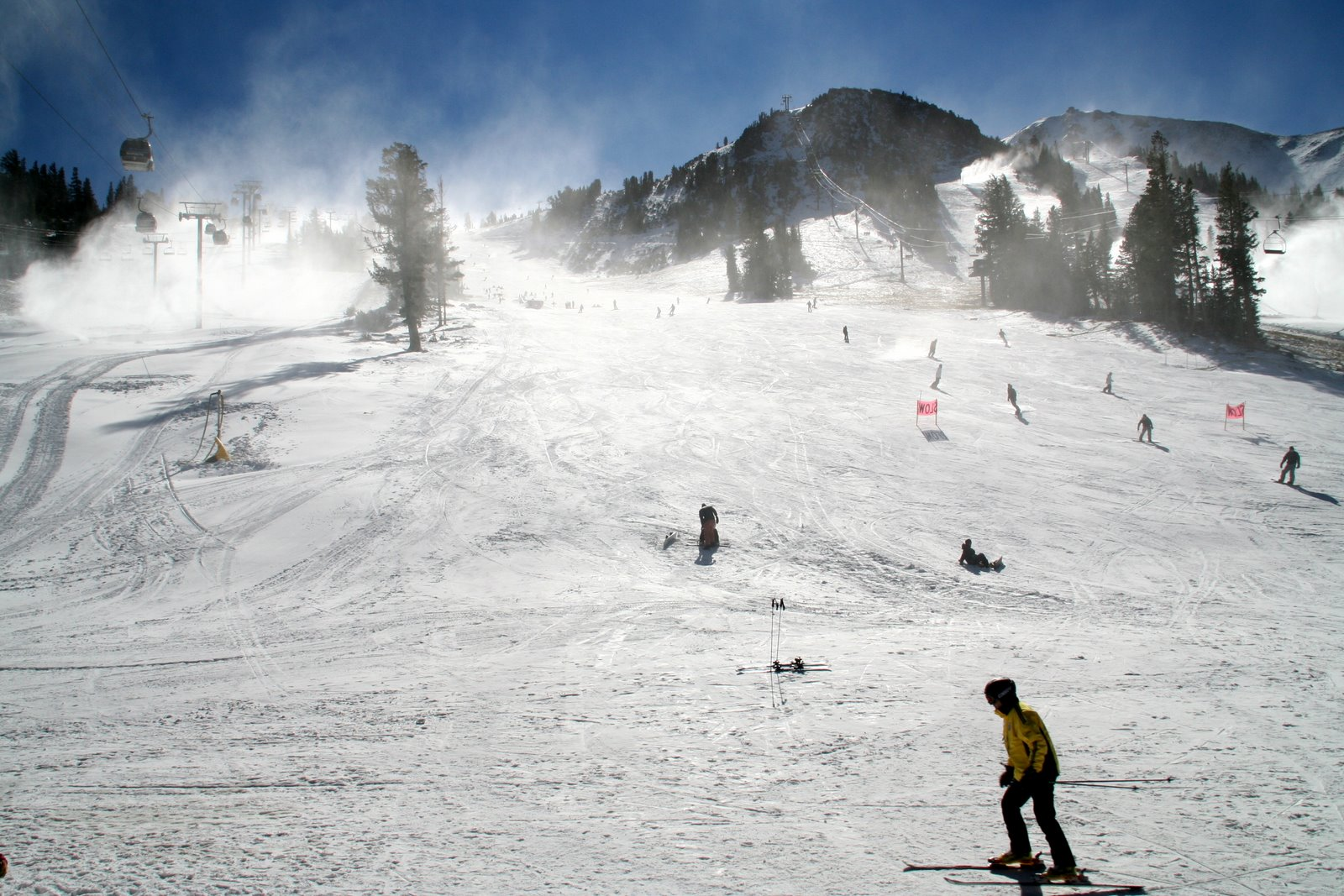
Piste

Dave McCoy, ein Hydrograph des Los Angeles Wasser und Energie Departments bemerkte als Mitglied des Eastern Sierra Ski Club in den 1930er Jahren, dass Mammoth Mountain in den ständigen Aufzeichnungen entschieden mehr Schnee aufwies als andere Berge der Umgebung. Der Eastern Sierra Ski Club besaß dort einen Übungslift, den McCoy 1941 kaufte.  Im Jahr 1953 verlieh der United States Forest Service McCoy eine Genehmigung, das Skigebiet zu betreiben. Er baute die Infrastruktur weiter aus und der erste Skilift wurde 1955 erbaut. 1966 folgten zwei Gondelbahnen nach dem System Bell/Wallmannsberger.

## Daten
Mammoth hat mehr als 1.400 Hektar Skigebietsgelände, betreut durch 28 Lifte. und 3 Gondeln. Das Gebiet verfügt über 945 Meter Höhenunterschied von 3.370 Meter bis 2424 Meter. Über 150 Wanderwege und über 300 Sonnentage pro Jahr sind eine Attraktion für Wanderurlauber.

## Film
Das Skigebiet diente als Kulisse für das fiktive „Angel Lake“ im US-Fernsehfilm „Volcano – Berg in Flammen“ von 1997 mit Dan Cortese und Cynthia Gibb in den Hauptrollen.